# Mary Quant

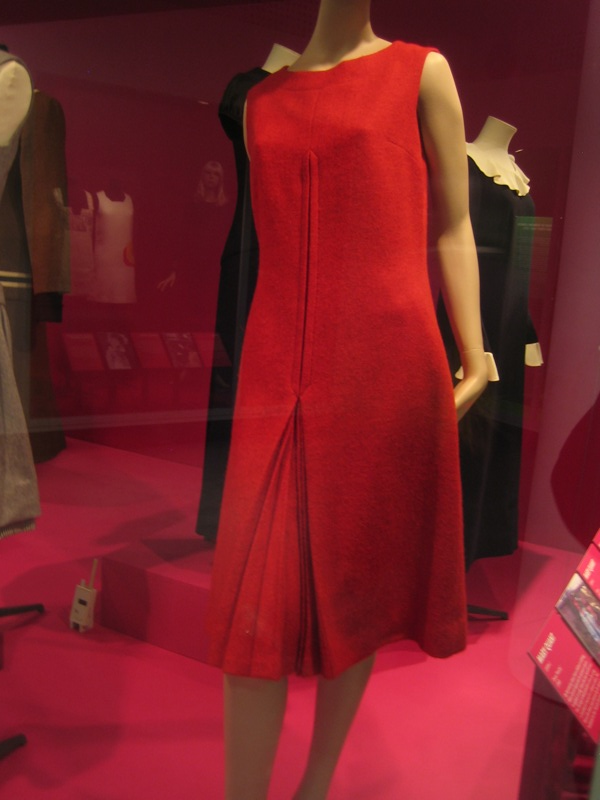
Vestit (Victoria & Albert Museum)

Mary Quant (anglès: Dame Barbara Mary Quant)  (Blackheath, 11 de febrer de 1930 - Farley Green, 13 d'abril de 2023) va ser una dissenyadora de moda anglesa que fou clau en l'explosió del Swinging London i la moda de la subcultura mod, i una de les persones que es consideren els inventors de la minifaldilla i dels pantis.

## Biografia
Mary Quant va néixer a Blackheath, un barri al sud-est de Londres, de pares gal·lesos, i va estudiar disseny gràfic al Goldsmiths College de la Universitat de Londres abans de fer carrera com a barretera d'alta costura.
El 1955 va obrir amb qui seria el seu marit dos anys més tard i un altre soci una botiga de roba a Kings Road, a Londres, anomenada Bazaar. La peça més venuda a Bazaar foren uns collars de plàstic blanc per portar a sobre de vestits o samarretes negres. També es van vendre força unes mitges negres llargues.
Gràcies a l'èxit que van tenir uns pijames dissenyats expressament per a l'obertura de la botiga, i insatisfeta amb la varietat de dissenys que tenia a la venda, Quant es va llençar a crear la seva pròpia línia de roba. Tot i que va començar a treballar sola, aviat va contractar un bon grapat de costureres, i el 1966, quan va rebre el reconeixement de l'Orde de l'Imperi Britànic pel seu treball com a modista pop art, ja tenia un equip de 18 persones al seu obrador.
Les faldilles van començar a fer-se com més va més curtes des del 1958, aproximadament. Mary Quant ho considerava molt pràctic i alliberador, ja que permetia a les dones córrer per agafar l'autobús. La minifaldilla, que fou la seva creació més important, esdevingué un dels elements definitoris de la moda de la dècada del 1960. La minifaldilla estava essent desenvolupada simultàniament pel francès André Courrèges i també per John Bates, i no hi ha acord sobre qui va ser el primer a tenir la idea. Com sol passar en temes de moda, la faldilla curta (i cada cop més curta) es va anar obrint pas a la mentalitat de les dones joves de l'època. Els dissenyadors que ho van fer realitat només van ajudar a escampar la idea i, en el cas de Mary Quant, ella li va posar nom: en va dir miniskirt inspirada pel seu cotxe favorit, el Mini. Li agradava tant aquest cotxe que en tenia un dissenyat expressament per a ella.
Mary Quant també és considerada la creadora dels pantis de colors i estampats, que poden ser un complement perfecte per a la mini, tot i que això també s'atribueix a Cristóbal Balenciaga o bé a John Bates.
A les darreries de la dècada del 1960, Quant va popularitzar els shorts anomenats hot pants, que són els que arriben just fins a sota les natges, i el 1968 va llençar la maxifaldilla, que arribava fins als turmells. Durant els anys setanta i vuitanta, es va dedicar al disseny d'objectes de decoració i al maquillatge, més que a la roba.
El 1988, Mary Quant va dissenyar l'interior del Mini 1000 Designer (que inicialment es va anomenar Mini Quant, però van haver de canviar-li el nom perquè els estava fent perdre popularitat). El disseny consistia en ratlles blanques i negres amb detalls en vermell. Els cinturons de seguretat eren vermells, i a la part superior esquerra dels seients del conductor i de l'acompanyant hi havia la signatura de la dissenyadora. Al volant també hi havia la signatura. El contorn dels fars, el de les rodes, les manetes de les portes i els paraxocs eren tots grisos, i no cromats ni negres, l'acabat més habitual. La carrosseria es presentava en dues versions: negre o blanc.
El 2000 va dimitir com a directora de la seva firma de cosmètics, la Mary Quant Ltd., comprada per una empresa japonesa. Hi ha més de 200 botigues Mary Quant Colour en tot el Japó, país on la moda Quant segueix gaudint de molta popularitat.

## Llibres de Mary Quant
- 1966: Quant by Quant (la seva autobiografia als 32 anys, el moment de més popularitat)
- 1984: Colour by Quant
- 1986: Quant on Make-up
- 1999: Classic Make-up and Beauty Book